# Gabriel Lettieri
Gabriel Lettieri (Buenos Aires, 1º marzo 1975) è un ex calciatore argentino, di ruolo centrocampista.

## Carriera
Ha giocato nella massima serie dei campionati argentino e greco, e nella seconda divisione francese.